# راهدارخانه (بیرجند)
راهدارخانه روستایی است که در دهستان القورات از توابع بخش مرکزی شهرستان بیرجند و در استان خراسان جنوبی واقع شده‌است.